# 한나루로
한나루로(漢-路)는 인천광역시 미추홀구 도화동 도화 나들목 교차로에서 출발하여 같은 구 학익동 제2경인고속도로의 교차로를 경유한 뒤 연수구 옥련동 능허대로 교차로까지 이어주는 도로이다. 그러나 해당 도로는 현재 옥련국제사격장과 같은 군사 보호 시설은 물론 문학산과 인접해 있는 산지에 의해 단절된 도로이기도 하며, 장고개로와 거의 비슷하게 끊어져 있는 도로이다.

## 기본 정보
- 제원 : 총 연장 6.1 km, 왕복 4차선 짜리 도로
- 역사 : 2011년 지금의 명칭으로 변경
- 건립 경위 및 완공일 : 인천광역시에 관련 자료가 없기 때문에 알 수 없음

## 명칭 유래
옛 백제의 사신이 중국과 통교하기 위해 출발하였던 한나루를 기념하여 이를 제정한 것으로 보인다.

## 주요 경유지
- 미추홀구
  - 도화동 - 주안동 - 학익동 - (중간 단절)
- 연수구
  - 옥련동

## 통과하는 도로
- 고속도로 : 제2경인고속도로
- 국도 : 국도 제42호선
- 일반도로 : 경인로, 매소홀로, 소성로, 인하로, 인주대로, 비류대로, 독배로

## 주요 연선 시설
미추홀구
- 인천미추홀소방서 주안119안전센터
- 인천기계공업고등학교
- 용남어린이공원
- 학익2동 행정복지센터
- 미추홀근린공원
- 인천지방법원
- 인천지방검찰청
- 학익동 동아풍림아파트
- 학익동 풍림아이원
- 인주중학교
- 한나루어린이공원

연수구
- 송도역
- 인천송도역전시장
- 인천축현초등학교
- 인천능허대초등학교
- 인천폐차사업소 송도보관소